# Paraphytus hindu
Paraphytus hindu là một loài bọ cánh cứng trong họ Bọ hung (Scarabaeidae).